# Arhyssus distinctus
Arhyssus distinctus är en insektsart som beskrevs av Goverdhan Lal Chopra 1968. Arhyssus distinctus ingår i släktet Arhyssus och familjen smalkantskinnbaggar. Inga underarter finns listade i Catalogue of Life.